# Tell Berna
Tell Schirnding Berna (* 24. Juli 1891 in Pelham Manor (New York), USA; † 5. April 1975 in Nantucket (Massachusetts), USA) war ein US-amerikanischer Leichtathlet und Olympiasieger bei Olympischen Spielen.
Tell Berna war Student an der Cornell University, wo er sich als Spezialist im Mittelstreckenlauf profilierte. 1909 nahm er mit 18 Jahren erstmals an den Meisterschaften der IC4A (Intercollegiate Association of Amateur Athletes of America) teil, was den Studentenmeisterschaften in den USA entsprach, und wurde überraschend Sieger im Crosslauf über 6 Meilen. 1910 lief er auf der Bahn über 2 Meilen einen neuen amerikanischen Rekord für Amateure und siegte nur wenige Tage später über die gleiche Strecke bei den IC4A-Meisterschaften. Daraufhin wurde er in das All-America Athletic Team gewählt. Gegen Ende des Jahres belegte er im Crosslauf der IC4A-Meisterschaften den zweiten Platz und wurde zum Kapitän des Crosslaufteams an seiner Universität berufen. 1911 war für Berna ein ebenso erfolgreiches Jahr. Er gewann erneut die IC4A-Meisterschaften über 2 Meilen und verbesserte dabei seinen eigenen amerikanischen Rekord für Amateure.
Im Mai 1912 trat Tell Berna bei einem Vergleichswettkampf seiner Universität auf seiner Spezialstrecke über 2 Meilen an und verbesserte erneut seinen eigenen amerikanischen Rekord für Amateure auf 9:17,8 min, der die kommenden 20 Jahre Bestand haben sollte. Das dritte Jahr in Folge wurde er danach in das All-America Athletic Team gewählt. Im Juni beteiligte er sich an einem von zwei 5000-Meter-Läufen, die als Ausscheidungswettkämpfe, heute bekannt als US-Trials, für die Teilnahme an den Olympischen Spielen 1912 in Stockholm dienten. Er gewann den Lauf mit 15:08,4 min und qualifizierte sich damit problemlos für die Spiele. 
Bei den Olympischen Spielen 1912 in Stockholm wurden über 5000 Meter fünf Vorläufe ausgetragen. Berna hatte es in seinem Vorlauf mit dem späteren Olympiasieger Hannes Kolehmainen zu tun. Mit einem dritten Platz qualifizierte er sich für das Finale. Hier konnte Berna jedoch zu keiner Zeit überzeugen und belegte im Ziel den 5. Platz.
Zwei Tage später beteiligte sich Tell Berna an den Vorläufen im 3000-Meter-Mannschaftslauf. In drei Vorläufen qualifizierte sich die jeweilige Siegermannschaft für das Finale. Eine Mannschaft bestand aus 5 Läufern, die alle gemeinsam starteten. Gewertet wurde nach Platzziffern der besten 3 Läufer einer Mannschaft (Platz 1 = 1 Punkt; Platz 2 = 2 Punkte etc.). Die Mannschaft mit der niedrigsten Platzziffer (Punkten) war Sieger. Berna traf mit seiner Mannschaft auf die starken Läufer aus Finnland, von denen Hannes Kolehmainen den Vorlauf mit 8:36,8 min, dem ersten von der IAAF anerkannten Weltrekord auf dieser Laufstrecke, gewinnen konnte. Dennoch siegten die Läufer aus den USA, die alle weiteren finnischen Läufer hinter sich ließen. Berna belegte dabei den 3. Platz. Beim Finale am folgenden Tag wuchs Berna über sich hinaus und lief zeitgleich mit dem Schweden Thorild Olsson vor allen anderen Läufern ins Ziel. Nur wenige Zentimeter Vorsprung brachten ihm den Laufsieg und der Mannschaft aus den USA den Olympiasieg.

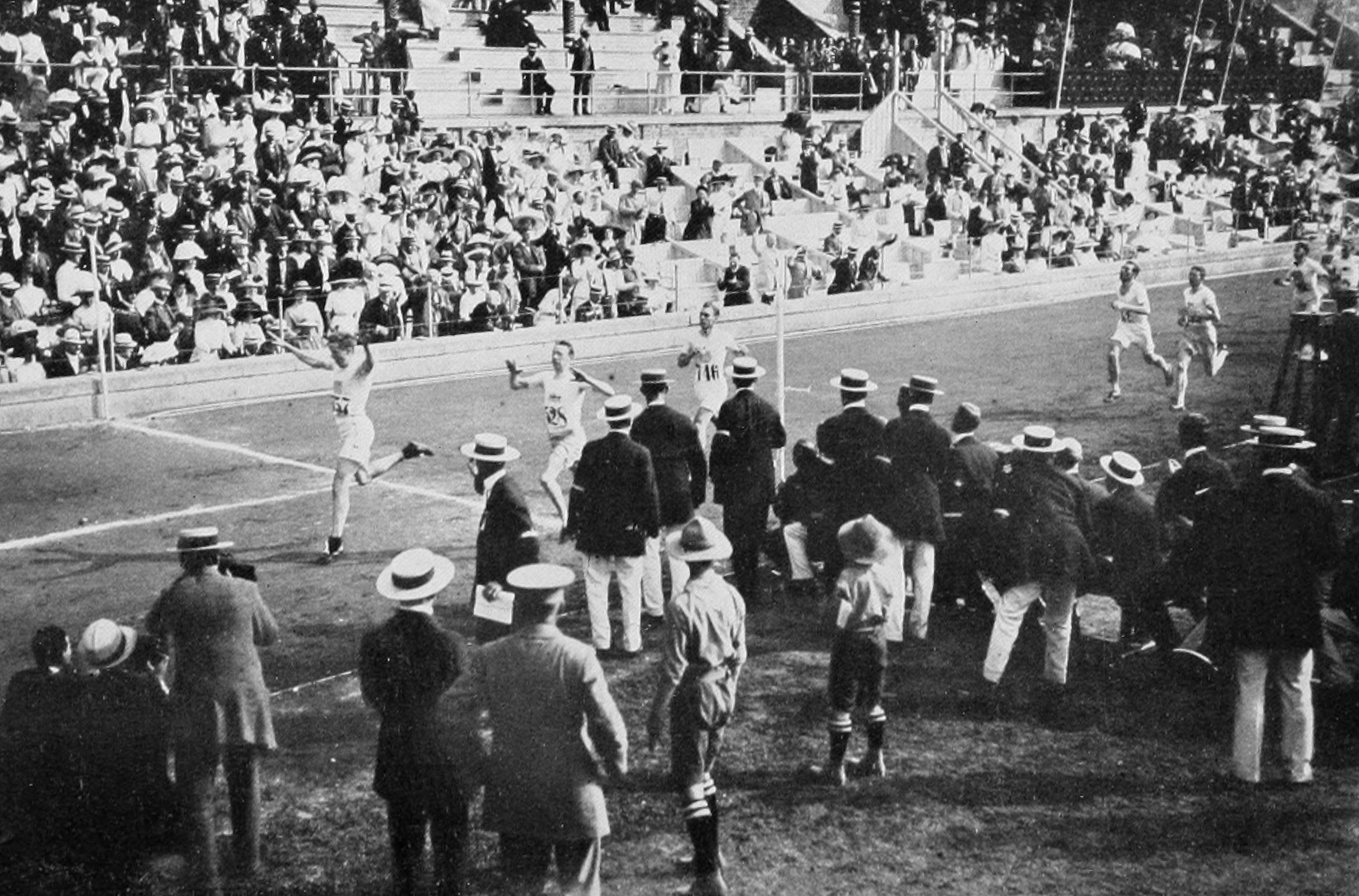
Tell Berna kommt als Erster im Mannschaftslauf ins Ziel, hinter ihm der Schwede Olsson, als Dritter kommt Taber an

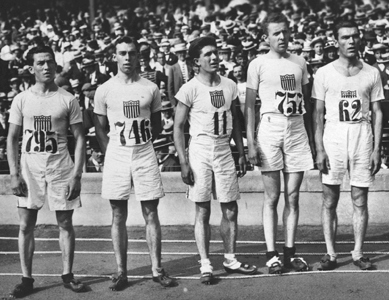
Die siegreiche US-Mannschaft mit Kiviat, Taber, Scott, Berna und Bonhag (v. l. n. r.)

Berna beteiligte sich in Stockholm auch an den beiden Wettbewerben im Crosslauf. Im Einzel- und im Mannschaftslauf gab er jedoch das Rennen unterwegs auf. Im Mannschaftslauf war dies besonders ärgerlich, weil drei Läufer einer Mannschaft in die Wertung genommen wurden, von den fünf US-amerikanischen Läufern jedoch nur zwei das Ziel erreicht hatten.
Noch 1912 graduierte Tell Berna an der Cornell University zum Maschinenbauingenieur und beendete seine Sportkarriere. Er arbeitete zunächst als Ingenieur im Werkzeugmaschinenbau. 1937 wurde er Generalsekretär und 1950 Generaldirektor der National Machine Tools Builders’ Association (Nationale Vereinigung der Werkzeugmaschinenfabriken). Während des Zweiten Weltkriegs war er Leiter des War Production Board, eines Ausschusses, der sich mit der Verbesserung der Produktion von Kriegsmaterial beschäftigte. Er schrieb mehrere Artikel für Zeitschriften, so für Harper's Magazine und American Affairs, in denen er sich vorwiegend mit den Auswirkungen des Krieges auf die US-amerikanische Maschinenbauindustrie beschäftigt hatte.
Für seine sportlichen Erfolge berief man Tell Berna in verschiedene Ruhmeshallen, 1979 in die Cornell Big Red Hall of Fame und 2004 in die USA Track and Field Niagara Association Hall of Fame.
Die Platzierungen bei Olympischen Spielen für Tell Berna:
- V. Olympische Spiele 1912, Stockholm
  - 3000 m Mannschaft – GOLD an USA (Silber an SWE, Bronze an GBR)
  - 5000 m – Fünfter ohne Zeitnahme (Gold an Hannes Kolehmainen, FIN)
  - Crosslauf, Einzel – Aufgabe im Rennen
  - Crosslauf, Mannschaft – Aufgabe im Rennen